# Ancuros
Ancuros o també Ancur (Anchurus, Ἄγχουρος) va ser, segons la mitologia grega, un príncep frigi, fill del rei Mides I de Frígia.
La terra es va obrir a Celenes, a la rodalia de la seva capital, a Frígia, durant el regnat del seu pare, i el forat amenaçava amb empassar-se la ciutat. Ancuros va consultar l'oracle per saber com podia tancar-la i l'oracle li va dir que hi tirés la cosa més valuosa que tingués. L'or i la plata i les joies que hi va tirar, no van aconseguir tancar l'escletxa. Llavors va pensar que el més valuós era la vida i, muntat a cavall, es va tirar al forat, que tot seguit es va tancar.